# Sui Jiang
Sui Jiang (kinesiska: 绥江) är ett vattendrag i Kina. Det ligger i provinsen Guangdong, i den södra delen av landet, omkring 48 kilometer väster om provinshuvudstaden Guangzhou.
Genomsnittlig årsnederbörd är 2 190 millimeter. Den regnigaste månaden är maj, med i genomsnitt 366 mm nederbörd, och den torraste är januari, med 32 mm nederbörd.